# Timebomb
Pour les articles homonymes, voir Time Bomb.
Pour plus de détails, voir Fiche technique et Distribution.
Timebomb est un film américain réalisé par Avi Nesher, sorti en 1991.

## Synopsis
Eddy Kay, voisin modèle, est victime d'hallucinations. Il se fait aider par une psychothérapeute qui découvre avec lui qu'il s'est fait manipuler mentalement par les hommes de la CIA qui ont fait de lui un tueur implacable.

## Fiche technique
- Titre : Timebomb
- Réalisation : Avi Nesher
- Scénario : Avi Nesher
- Production : Raffaella De Laurentiis et Mike Petzold
- Musique : Patrick Leonard
- Photographie : Anthony B. Richmond
- Montage : Isaac Sehayek
- Pays d'origine : États-Unis
- Format : Couleurs - 1,85:1
- Genre : Action, science-fiction
- Durée : 96 minutes
- Date de sortie : 1991

## Distribution
- Michael Biehn : Eddy Kay
- Patsy Kensit : Dr. Anna Nolmar
- Tracy Scoggins : Ms. Blue
- Robert Culp : Mr. Phillips
- Richard Jordan : Col. Taylor
- Raymond St. Jacques : Det. Sanchez
- Carlos Palomino : Mr. Green
- Jeannine Riley : Landlady
- David Arnott : Stan
- Billy Blanks : Mr. Brown
- Jim Maniaci : Mr. Grey
- Steven J. Oliver : Mr. Red
- Ray Mancini : Mr. Black
- Harvey Fisher : Dean Jordan

## Autour du film
Le réalisateur de ce film, Avi Nesher, s'est inspiré du projet Bluebird (une variante du projet MK Ultra) :
- "L'idée de "Timebomb" lui est venu de documents (rendus publics après le décret sur la liberté de l'information du président Carter) concernant certaines expérimentations menées par les services secrets dans les années 60 et 70." (Cf. Fiche de monsieur cinéma n° 271/23.) 
- "Ce thriller angoissant inspiré d'expériences menées par la CIA dans les années 60 a obtenu le Prix du public à Avoriaz." (Cf.  Le magazine des abonnés de Canal+ de décembre 1993 (N°75, P. 32) ) 